# Dinastia severa

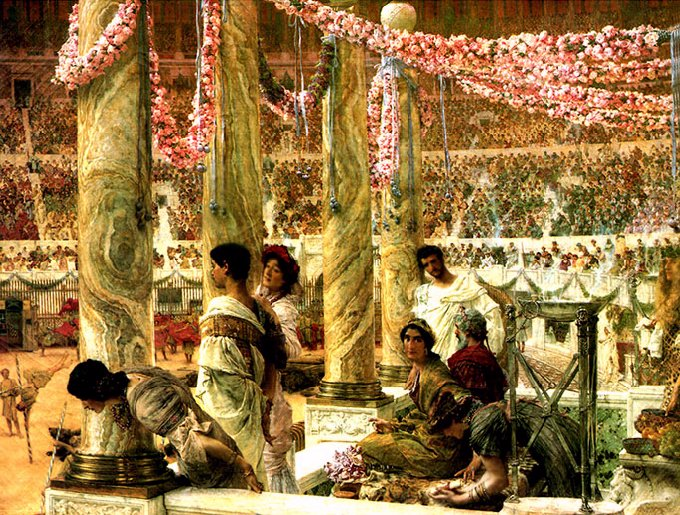
Caracala e Geta
Lawrence Alma-Tadema,1907

A dinastia severa foi uma dinastia que governou o Império Romano entre 193 d.C. e 235 d.C.. A dinastia foi fundada pelo general africano Septímio Severo, que subiu ao poder durante a guerra civil de 193, conhecido como o ano dos cinco imperadores.
Apesar de Septímio Severo ter restaurado a paz com sucesso a seguir à agitação no fim do século II, a dinastia foi perturbada pelas relações familiares altamente instáveis, e constantes problemas políticos, prevendo a iminente crise do terceiro século. Foi a última linhagem do principado fundado por Augusto.

## História

### Septímio Severo (193 - 211)
Lúcio Septímio Severo nasceu numa família da ordem equestre na província romana da África Proconsular. Foi cônsul, e proclamado imperador em 193 pelos seus legionários na Nórica durante a agitação política a seguir à morte de Cómodo. Conseguiu o governo do império em 197 depois de derrotar o seu último rival, Clódio Albino, na Batalha de Lugduno.
Severo lutou uma guerra com sucesso contra os partas e fez uma campanha com sucesso contra as incursões bárbaras na Britânia, reocupando a Muralha Antonina por um breve período. Em Roma, as suas relações com o senado eram más, mas ele era popular com o povo e com os soldados, cujo salário ele aumentou. Começando em 197, a influência do seu prefeito do pretório Caio Fúlvio Plautiano foi negativa, e este último foi executado em 205. Um dos sucessores de Plautiano foi o jurista Emílio Papiniano. Severo continuou a persecução oficial de cristãos e judeus, visto que estes eram os únicos dois grupos que não assimilavam as suas crenças ao sincretismo.
Severo morreu enquanto estava numa campanha na Britânia. Foi sucedido pelos seus filhos Caracala e Geta, que reinaram sob a influência da mãe deles, Júlia Domna.

### Caracala (198 - 217)
O filho mais velho de Severo, nasceu como Lúcio Septímio Bassiano em Lugduno (atual ( Lyon), na Gália. "Caracala" foi uma alcunha que se referia à túnica gaulesa com carapuço que ele usava habitualmente. Depois da morte do seu pai, Caracala foi proclamado coimperador com o seu irmão Geta. Conflito entre os dois culminou no assassinato do seu irmão mais novo. Reinando sozinho, Caracala é notado pelos seus grandes subornos aos legionários e crueldade sem igual até à altura, autorizando numerosos assassínios de suspeitos inimigos e rivais. Fez campanhas com sucesso indiferente contra os Alamanos. As Termas de Caracala em Roma são o monumento mais duradouro do seu reinado. Foi assassinado quando estava a caminho de uma campanha contra os Partas.

### Geta (209 - 211)
Filho mais novo de Severo, Geta foi feito coimperador juntamente com o seu irmão mais velho Caracala depois da morte do seu pai. Ao contrário do reinado conjunto dos irmãos Marco Aurélio e Lúcio Vero no século anterior que tinha tido sucesso, as relações entre os dois Severos eram hostis desde o início. Geta foi assassinado nos apartamentos da sua mãe a mando de Caracala, que depois reinou sozinho.

### Interrupção: Macrino (217 - 218)
M.M. Opélio Macrino nasceu em 164 em Cesareia . Apesar de vir de uma família humilde que não era dinasticamente ligada à dinastia severa, ele progrediu na casa imperial até, sob o imperador Caracala, ter sido feito prefeito da guarda pretoriana. Por causa da crueldade do imperador, Macrino envolveu-se numa conspiração para o matar, e ordenou à guarda pretoriana que o fizessem. No dia 8 de abril de 217, Caracala foi assassinado. Três dias mais tarde, Macrino foi declarado Augusto.
A sua decisão mais significante foi fazer paz com os Persas, mas muitos pensavam que os termos eram degradantes para os Romanos. Contudo, o que o fez cair foi a sua recusa de dar pagamento e privilégios prometidos às tropas do este por Caracala. Ele também manteve essas forças na Síria, onde eles foram atraídas pelo jovem Heliogábalo. Depois de meses de rebelião pela maior parte do exército na Síria, Macrino levou as suas tropas leais para se encontrar com o exército de Heliogábalo perto de Antioquia. Apesar de uma boa luta por parte da guarda pretoriana, os seus soldados foram derrotados. Macrino conseguiu escapar para a Calcedónia mas a sua autoridade estava perdida: ele foi traído e executado depois de um curto reino de 14 meses.
M. Opélio Diadumeniano era o filho de Macrino, nascido em 208. Foi-lhe dado o título de césar em 217, quando o seu pai se tornou augusto. Após a derrota do seu pai, tentou escapar para a Pártia, mas foi capturado e morto antes de lá poder chegar.

### Heliogábalo (218 - 222)

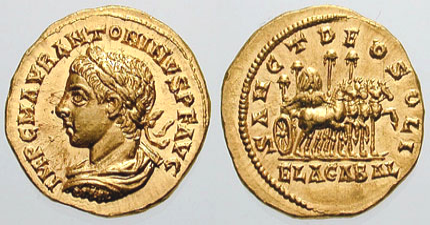
Áureos romanos mostrando Heliogábalo. A parte de trás comemora o deus sol Elagabal.

Nascido Vário Avito Bassiano no dia 16 de maio de 205, mais tarde conhecido como M. Aurélio António, desde novo foi feito sacerdote do deus sol, Heliogábalo, representado por um falo, e é por esse nome que é conhecido normalmente. Foi proclamado imperador pelas tropas de Emesa, a sua cidade natal, que foram instigados pela avó de Heliogábalo, Júlia Mesa. Ela espalhou um rumor que dizia que Heliogábalo era o filho secreto de Caracala. Esta revolta espalhou-se pelo exército sírio inteiro (que, na altura, estava cheio de tropas organizadas pelo imperador Caracala, e não era totalmente leal a Macrino), e ganharam a curta luta aconteceu se seguiu ao derrotar Macrino numa batalha perto de Antioquia. Heliogábalo foi depois aceite pelo senado, e começou a viagem a Roma.
O seu reinado em Roma foi sempre conhecido pela sua excentricidade, apesar das fontes históricas serem poucas, e em muitos casos não serem completamente fiáveis. Diz-se que asfixiou convidados num banquete ao deixar pétalas de rosas encherem a sala. Casou com o seu amante, que foi depois chamado o "marido da imperatriz", e casou-se com uma das virgens vestais. Há quem diga que ele era transgénero, e um texto antigo diz que ele ofereceu metade do império a quem quer que lhe pudesse dar genitais femininos.[carece de fontes?]
O governo do império nesta altura foi deixado principalmente a cargo da sua avó e mãe (Júlia Soémia). Vendo que o comportamento escandaloso do seu neto podia significar a perda de poder, Júlia Mesa persuadiu Heliogábalo a aceitar o seu primo Alexandre Severo como césar (e assim o seu herdeiro). Contudo, Alexandre era popular com as tropas, que não gostavam do novo imperador: quando Heliogábalo, invejoso da sua popularidade, lhe tirou o título, a furiosa guarda pretoriana jurou protegê-lo. Heliogábalo teve de implorar às tropas que o deixassem viver, e esta humilhação não ía durar por muito tempo.

### Alexandre Severo (222 - 235)

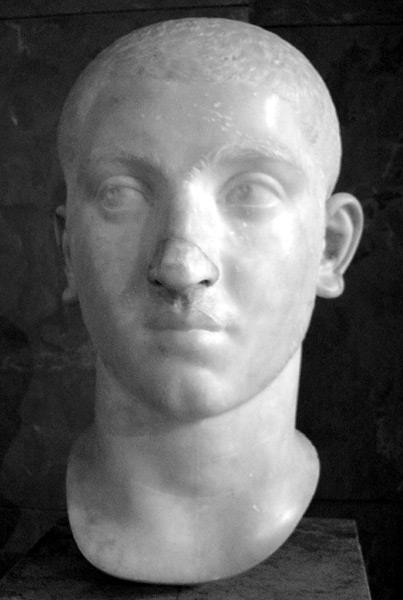
Alexandre Severo, último imperador da dinastia severa.
Busto no Museu do Louvre

Nascido Marco Júlio Géssio Bassiano Alexiano, Alexandre foi adoptado como herdeiro aparente pelo seu primo um pouco mais velho e extremamente impopular, o imperador Heliogábalo a pedido de Júlia Mesa, que era a poderosa avó de ambos os primos e era responsável pela subida ao trono de Heliogábalo.
No dia 6 de Março de 222, quando Alexandre tinha apenas quatorze anos de idade, um rumor espalhou-se entre as tropas a dizer que Alexandre tinha sido morto, e isto provocou a sua ascensão como imperador. Heliogábalo, com dezoito anos de idade, e a sua mãe, foram trazidos do palácio, arrastados pela rua, assassinados e atirados ao rio Tibre  pela guarda pretoriana, que então proclamou Alexandre Severo como augusto.
Governando sob a influência da sua mãe, Júlia Avita Mamea, Alexandre restaurou, em certa medida, a moderação que caracterizara o governo de Septímio Severo. A força cada vez maior do Império Persa Sassânida (224 – 651) apresentava talvez o maior desafio externo que Roma enfrentou no século III. A sua decisão de tentar usar diplomacia com os Germanos, que queriam invadir a Gália, tornou-o impopular com as suas tropas.
A sua morte foi o evento que começou a problemática crise do terceiro século onde a sucessão de imperadores militares com reinados curtos, generais rebeldes, caos governamental, guerra civil, instabilidade geral e grande disrupção económica. Foi sucedido por Maximino Trácio, o primeiro de uma série de imperadores fracos, cada um governando em média dois a três anos, que acabou cinquenta anos mais tarde quando o imperador Diocleciano criou a tetrarquia.

## Mulheres da dinastia severa
As mulheres da dinastia severa, começando com a esposa de Septímio Severo, Júlia Domna, foram notavelmente activas em avançar as carreiras dos seus parentes masculinos. Outras mulheres notáveis que tinham poder durante este período incluíam Júlia Mesa, irmã de Júlia Domna, e as duas filhas de Mesa: Júlia Soémia, mãe de Heliogábalo, e Júia Avita Mamea, mãe de Alexandre Severo.

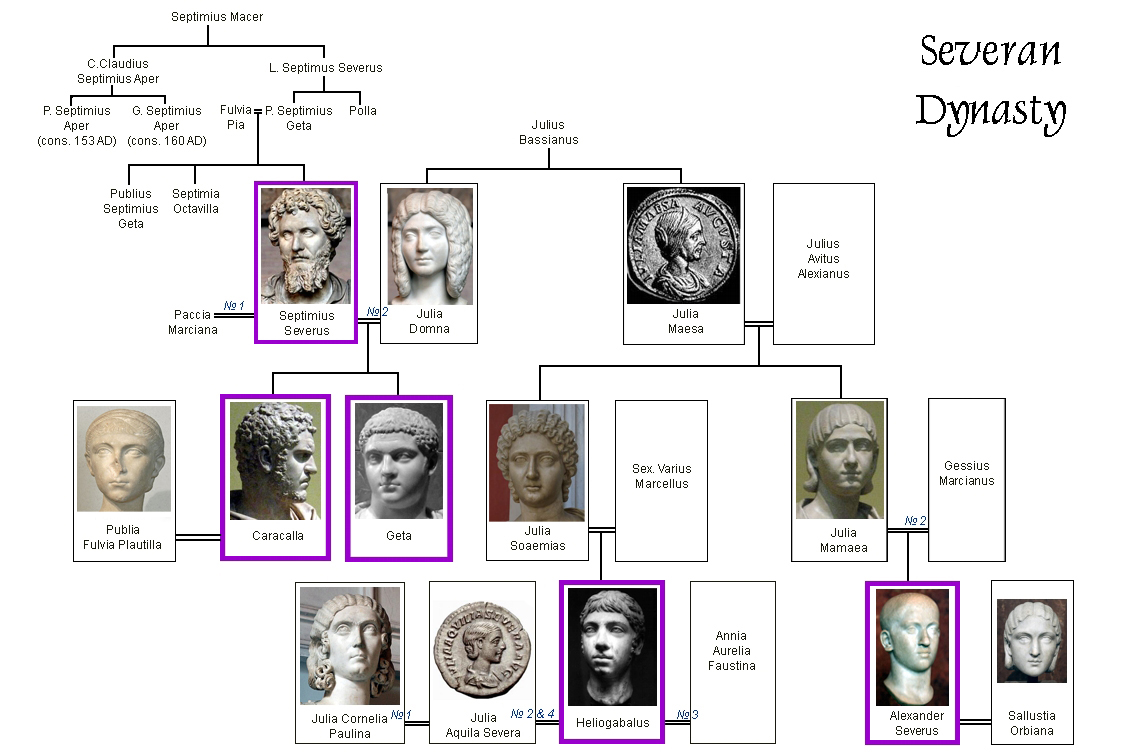
Dinastia Severa